# Selopuginói járás
A Selopuginói járás (oroszul Шелопугинский район) járás Oroszország Bajkálontúli határterületén. Székhelye Selopugino.
A járást 1961-ben hozták létre. 

## Népessége
- 2002-ben 9773 lakosa volt.
- 2010-ben 8369 lakosa volt.